# Torreiglesias (kommunhuvudort)
Torreiglesias är en kommunhuvudort i Spanien.   Den ligger i provinsen Provincia de Segovia och regionen Kastilien och Leon, i den centrala delen av landet, 80 km norr om huvudstaden Madrid. Torreiglesias ligger 1 021 meter över havet och antalet invånare är 384.
Terrängen runt Torreiglesias är lite kuperad. Runt Torreiglesias är det glesbefolkat, med 8 invånare per kvadratkilometer. Närmaste större samhälle är Segovia, 18,6 km söder om Torreiglesias. Trakten runt Torreiglesias består i huvudsak av gräsmarker.